# Amon Göth
Amon Leopold Göth (Wenen, 11 december 1908 - Płaszów, 13 september 1946) was een Oostenrijks SS-Hauptsturmführer (kapitein) en commandant van het naziconcentratiekamp Płaszów. Hij was een van de meest beruchte moordenaars en folteraars onder het naziregime.

## Levensloop
Op 22-jarige leeftijd sloot hij zich aan bij de Oostenrijkse nazipartij en de SS. Omdat de Oostenrijkse SS illegaal was tot de Anschluss van Oostenrijk bij nazi-Duitsland, is weinig bekend van de activiteiten van Göth in die tijd. Tussen 1932 en 1936 was Göth lid van de algemene SS in Wenen. In 1937 had hij de rang van Oberscharführer bereikt. Tussen 1938 en 1941 opereerde hij bij de SS-Standarten, regiment 11, in Wenen. Op 14 juli 1941 kreeg hij de rang van Untersturmführer.
In augustus 1942 verliet Göth Wenen om naar Krakau te gaan. Hij werd benoemd tot SS-officier bij de concentratiekampdiensten en op 11 februari 1943 kreeg hij opdracht om een dwangarbeiderskamp te bouwen en te leiden bij Płaszów. Met dwangarbeiders duurde het een maand om het kamp te bouwen. Hierbij liet hij de grafzerken van een nabijgelegen joodse begraafplaats gebruiken om een verharde weg aan te leggen. Op 13 maart 1943 werd het getto van Krakau ontruimd; de overlevenden werden naar het nieuwe werkkamp gebracht. Bij de ontruiming kwamen naar schatting 2000 mensen om het leven, velen van hen werden persoonlijk door Göth geëxecuteerd.
Op 3 september 1943 was Göth betrokken bij de ontruiming van het getto in Tarnów. Een onbekend aantal mensen werd hierbij vermoord. Op 3 februari 1944 gaf Göth opdracht tot het sluiten van het concentratiekamp Szebnie. Veel gevangenen (naar schatting enkele duizenden) werden hierbij vermoord, anderen overgebracht naar andere kampen.
Op 20 april 1944 werd Amon Göth gepromoveerd tot SS-Hauptsturmführer. Dit betekende voor hem een dubbele promotie, omdat hij de rang van SS-Obersturmführer oversloeg. Hij werd ook benoemd tot officier van de Waffen-SS. Hij bleef commandant van het concentratiekamp Płaszów.
Göth was berucht om zijn martelingen en moorden in het concentratiekamp. Göth werd internationaal bekend door de film Schindler's List, waarin hij gespeeld werd door de Britse acteur Ralph Fiennes. Het beeld van Göth dat in de film wordt geschetst - waarin hij bijvoorbeeld vanaf zijn balkon gevangenen doodschoot met een scherpschuttersgeweer - beschrijft slechts een deel van zijn misdaden. Van Göth wordt gezegd dat hij zeker 500 Joden persoonlijk heeft doodgeschoten. Poldek Pfefferberg (een van de Joden die door Oskar Schindler is gered) zei ooit: Als je Göth zag, zag je de dood.
Hoe precies de relatie tussen Göth en Oskar Schindler was, is niet duidelijk. Velen nemen aan (zoals ook in de film Schindler's List te zien is), dat Oskar Schindler bevriend werd met Göth om het leven van Joden te kunnen redden. Deze Joden woonden oorspronkelijk in een subkamp in de fabriek van Schindler. Maar op 4 september 1944, toen het leger van de Sovjet-Unie dichterbij kwam, moesten zij van de nazi-autoriteiten verhuizen naar het kamp in Płaszów. Toen het kamp Płaszów op 15 oktober zelf moest sluiten, kwam Schindler met zijn roemruchte lijst van mensen die niet vermoord mochten worden, maar naar een nieuwe kriegswichtige fabriek in Brünnlitz in Tsjecho-Slowakije werden getransporteerd.
Op 13 september werd Amon Göth ontheven van zijn functie als commandant van het Płaszów-kamp. Korte tijd later werd hij beschuldigd van diefstal van Joodse goederen, die volgens de nazi's toekwamen aan het Rijk. Vanwege het verloop van de oorlog zou Göth nooit voor een Duitse rechtbank verschijnen. In Oostenrijk werd door SS-artsen een psychische stoornis vastgesteld. Hij werd naar een sanatorium gebracht, waar hij in mei 1945 door Amerikaanse troepen werd gearresteerd.

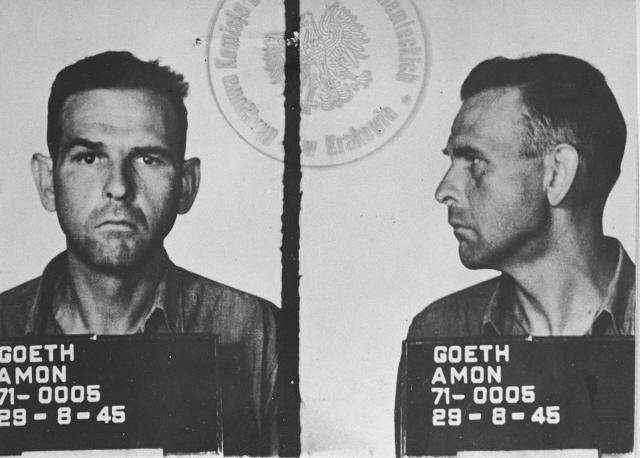
Göth als gevangene in Krakau, augustus 1945

Na de oorlog werd Amon Göth door het hooggerechtshof van Polen schuldig bevonden aan de dood van tienduizenden mensen. Hij werd ter dood veroordeeld en op 13 september 1946 opgehangen, niet ver van de plaats waar Płaszów gelegen had.
In 2002 verscheen een boek met interviews met zijn dochter Monika Göth, onder de titel Ich muss doch meinen Vater lieben, oder?. Voor de eerste keer vertelde Monika over haar moeder, die haar man altijd geprezen had, en de schok die haar moeder kreeg toen ze erachter kwam welke rol haar man bij de Holocaust gespeeld had. Na een serie interviews pleegde haar moeder, in de jaren tachtig, zelfmoord. Monika kreeg in 1970 een kind uit een affaire met een Nigeriaan. Deze gekleurde Jennifer Teege werd lang onkundig gehouden van de daden van haar grootvader, maar schreef in 2013 een boek met als titel: Amon - Mein Großvater hätte mich erschossen.

## Militaire loopbaan
- SS-Sturmbannführer: onbevestigde bevordering
- SS-Hauptsturmführer der Reserve in de Waffen-SS: 20 april 1944
- SS-Hauptsturmführer: 1 augustus 1943
- SS-Untersturmführer: 14 juli 1941
- SS-Oberscharführer: 1941
- SS-Scharführer: 1935
- SS-Mann: 1930

## Lidmaatschapsnummers
- NSDAP-nr.:	510 764
- SS-nr.: 43 673

## Decoraties
- Medaille ter Herinnering aan de 13e maart 1938
- Ehrenwinkel der Alten Kämpfer
- Julleuchter der SS
- Rijksinsigne voor Sport